# Фокус-група
Фокусо́ване групове́ інтерв'ю́ — якісний метод дослідження, групове інтерв'ю, організоване у вигляді розмови кількох респондентів, зазвичай 6—12 осіб, на задану інтерв'юером-модератором тему. На відміну від класичних інтерв'ю комунікація відбувається переважно між самими респондентами, а модератор лише направляє розмову в потрібне русло. Фокус-групи широко використовуються в соціологічних та маркетингових дослідженнях. Метод дозволяє розкрити мотивацію людей, побачити варіанти сприйняття/ставлення до проблеми тощо. Але ніколи не слід забувати, що фокус-група — це якісний метод і на його основі не можна робити кількісних висновків.

## Історія
Ідея сфокусованих інтерв'ю виникла в середині XX століття в США. Їхніми передвісниками були так звані вільні інтерв'ю, які активно застосовувалися в американській соціології та психології наприкінці 30-х — початку 40-х років. У таких інтерв'ю заздалегідь задавалася загальна тематика бесіди і певне коло відкритих питань.
Першим узагальненням, присвяченим власне сфокусованому груповому інтерв'ю, стала праця Р.Мертона «Фокусовані інтерв'ю» (1956 р.). Цю розробку було адаптовано Р. Лазарсфельдом та іншими авторами для маркетингових досліджень.

## Особливості фокус-групових інтерв'ю
1. Однією з важливих умов для плідного використання сфокусованого групового інтерв'ю є комфортність ситуації перебігу процесу. Важливо, щоб кожний учасник фокус-групи не був обмежений часом для спілкування, відчував увагу до себе, зумів налаштуватися на тему, що цікавить дослідника, мав можливість відпочити під час проведення дискусії.
2. Дискусія має сфокусований характер. Це означає, що тема дискусії, логіка і форма запитань (кількість яких не має перевищувати десяти) визначаються заздалегідь і фіксуються в інструкції ведучого. Думки учасників взаємодії сприймаються не самі по собі, а у вербальному й невербальному контексті дискусії, адже учасники в ході обміну інформацією можуть не тільки змінювати власну думку, але й коригувати думки один одного.
3. Групова інтеракція, яка виникає в ході дискусії, дозволяє дослідникові одержати інформацію не просто про те, що думають з приводу тієї чи іншої проблеми, а й про те, чому вони так думають. У процесі дискусії ведучий пропонує підкріпити висловлювання фактами, виходячи з особистого досвіду. Завдяки цьому висловлювання набувають більш-менш обґрунтованого характеру, і це дає змогу дослідникові робити висновки щодо мотивації суджень та дій респондентів.
4. Виникнення інтеракції в процесі сфокусованого групового інтерв'ю дозволяє також розкрити більш глибокі підвалини психіки учасників — досвід співпереживання та групового сподівання. Одержати такий результат шляхом масового (поштового, телефонного, роздавального та ін.) опитування майже неможливо.
5. Мета сфокусованого групового інтерв'ю — не досягнення групового консенсусу, а з'ясування напрямків думок кожного із учасників. у сфокусованому груповому інтерв'ю заохочується висловлювання різних кутів зору та будь-якого характеру — як позитивного, так і негативного. Потрібно зазначити, що опитування проводиться не серед експертів, а серед пересічних респондентів. Зазвичай, з однієї теми проводять три-чотири фокус-групи. Практика свідчить, що учасники кожної із груп виявляють не зовсім подібне бачення проблеми, яка аналізується. При порівнянні результатів у всіх фокус-групах з'являється можливість говорити про більш або менш типові підходи, і зробити, з певними застереженнями, висновки щодо їхнього поширення в інших ситуаціях тощо. В середньому фокус-група триває від 1,5 до 3 годин, в залежності від обставин.
6. Недоліком методу є те, що фокус-група через свої малі розміри не може бути репрезентативною по відношенню до генеральної сукупності. А вимога гомогенності (однорідності) групи тільки посилює його.
7. Інший недолік обумовлений можливим суб'єктивізмом інтерпретації результатів роботи групи.

## Види фокус-групових інтерв'ю

### Peer-групи (міні-групи)
Це перехідна форма між індивідуальними та груповими методами якісних досліджень. Розмір групи набагато менший — 4-6 чоловік, що дозволяє глибше розібратися в обговорюваній темі. Використовується, коли складно зібрати повну ФГ та за потреби глибокого аналізу проблеми з точки зору респондентів.

### Номінальні групи
Використовується тоді, коли потрібно виключити вплив групи і думки більшості на точку зору окремих індивідуумів. Використовується, коли рівень конфлікту настільки сильний, що неможливе колективне обговорення. В таких випадках респонденти відповідають на запитання по черзі, можуть слухати відповіді інших і доповнювати їх, але не можуть безпосередньо взаємодіяти один з одним.

### Конфліктні групи
Формуються з людей з яскраво вираженими протилежними поглядами (наприклад, прихильники та противники певної партії, споживачі однієї марки та споживачі конкуруючої марки тощо). Таке зіткнення протилежних думок в ситуації, коли кожний учасник намагається переконати супротивника, дуже часто породжує багато нових продуктивних ідей.

### Креативні групи
Відрізняються від звичайних ФГД тим, що в них основна увага приділяється використанню різних проективних технік, направлених на стимуляцію творчого потенціалу респондентів. Це зумовлює більшу тривалість групи (3-4 години).

### Брейнстормінг
Також є підвидом різновидом креативних ФГ. Використовується для генерації ідей за рахунок використання спеціальних технік, що направлені на активізацію творчого мислення. Спочатку відбувається генерація ідей, після — їх обговорення, доповнення та розвиток.

### Десантні групи
Є звичайними ФГ, які проводяться в реальній обстановці, яка найбільш наближена до стандартної життєвої ситуації: офіс, магазин, квартира, спортзал, ресторан тощо.

### Delphy-групи
Як учасників використовують спеціалістів конкретної області. Їх просять висловити власні прогнози щодо певної події і обґрунтувати свій погляд. Далі думки експертів збираються, опрацьовуються і виокремлюються ключові прогнози. Цей висновок передається знову всім учасникам і пропонується ще раз висловити свої передбачення, але вже, врахувавши зауваження колег. Знову проводиться аналіз відповідей і робляться загальні висновки, які знову розсилаються респондентам. Так відбувається 3-4 рази, поки прогнози не усталюються.

### Онлайн-групи
Проводиться за допомогою мережі інтернет. Мають 8-10 респондентів. Час опитування групи — від 60 до 90 хвилин.